# L'Affaire Marat/Sade
Albums de Rivolta dell'Odio et Cracked Hirn
La danza del sangue e del sole
L'Affaire Marat/Sade est un EP-split des groupes italiens Rivolta dell'Odio et Cracked Hirn, sorti en 1982 au label Attack Punk Records.

## Production
L'EP est né dans le contexte de la scène punk rock et punk hardcore d'Ancône appelée SubPunks, qui avait pour lieu de rencontre un local de répétition situé Via Rovereto, et dont faisaient partie Rivolta dell'Odio et Cracked Hirn,. La scène est en contact avec la scène anarcho-punk nationale par l'intermédiaire du fanzine Punkaminazione, d'où les contacts avec le chanteur et producteur Jumpy Velena d'Attack Punk Records.
L'EP sort en 1982, en tant que troisième sortie du catalogue du label. Il sort sous format vinyle rouge avec deux couvertures différentes, l'une avec un fond blanc et l'autre avec un fond vert. L'EP contient un livret avec les paroles des chansons et des considérations programmatiques et sociopolitiques. 

## Liste des titres
Face A - Rivolta dell'Odio
1. Una vita
2. Realtà
3. Ripetizione-Inganno
4. Casa rossa

Face B - Cracked Hirn
1. Uomo e terra
2. Chi ha da perdere qualcosa